# Американски снайперист
„Американски снайперист“ (на английски: American Sniper) е американски пълнометражен игрален филм от 2014 г., режисиран и ко-продуциран от Клинт Истууд, с участието на актьорите Брадли Купър (също част от продуцентите) и Сиена Милър.
Сценарият, дело на Джейсън Дийн Хол, е базиран по автобиографичния роман „American Sniper: The Autobiography of the Most Lethal Sniper in U.S. Military History“ на Крис Кайл, Скот Макивън и Джим Дефеличе. Литературната творба, както и филма, проследява живота на Кайл – снайперист на американските Военноморски тюлени, участвал в четири мисии в Ирак, в които се прочува като „най-смъртоносния снайпер“.
Лентата става хит в бокс офиса, като се превръща в най-печелившия филмов продукт за 2014 г. Критиката приема филма с позитивни оценки, но някои определят творбата като „пропагандна“ и подкрепяща военните зверства. „Американски снайперист“ получава шест номинации за 87-а церемония по Оскарите, включително за „най-добър филм“, „най-добър сценарий“ и „най-добра мъжка роля“. Печели само една статуетка за „най-добър звуков монтаж“.

## Сюжет
Внимание:  Текстът по-долу разкрива сюжета на произведението (или части от него)!
Крис Кайл отраства в Тексас, възпитан от строгия си баща, който го научава да стреля с пушка. Години по-късно Кайл става родео състезател. След телевизионен репортаж за взривеното посолство на САЩ в Африка, каубоят решава да влезе в американската армия. Записва се при морските тюлени, където е подложен на усилени тренировки. На стрелбището Крис открива, че е добър в стрелбата, но само по живи мишени. Една вечер военният се запознава с Тая, с която скоро сключва брак. След женитбата Кайл е пратен в Ирак като снайперист на Военноморските сили на САЩ. Негови първи жертви са местни майка и син, които се опитват да хвърлят граната по американската пехота. Постепенно на бойното поле Крис става легенда, заради многобройните си точни попадения. Войникът обаче не е доволен, понеже Мустафа – снайперистът на муджахидините – остава неуловим. Кайл се захваща със задачата да открие лидера на Ал-Каида Абу Мусаб ал-Заркауи. Той намира семейство, пострадало от Заркауи. За $100 000 бащата е съгласен да отведе тюлените при „Касапина“ – дясната ръка на лидера. Планът се проваля, когато Касапина хваща бащата предател и сина му, и ги убива. Крис, засечен от Мустафа, е безсилен да спре касапницата. Военните отлагат мисията.
Разочарован, Крис се завръща у дома. Тая е бременна с неговия син, който скоро се ражда. Кайл се опитва да се съсредоточи върху семейството си, но спомените за войната го преследват и той иска да се върне на бойното поле. Жена му го съветва да спре да мисли за борбата с тероризма и ако е загрижен за семейството си да се върне жив от войната. Във втората си мисия Кайл застава начело на отряд, който да отстрани Касапина. Групата обискира апартамент на семейство, в близост до скривалището на терориста. Крис намира скрити от бащата оръжия и предлага на мъжа да им съдейства или да бъде предаден на иракски съд. Иракчанинът им помага да влязат в ресторанта отсреща, като умира в престрелката. Крис намира Касапина и взривява буса, с който се опитва да избяга. Американецът се измъква в последния момент от мерника на Мустафа.
У дома Кайл посреща новородената си дъщеря. Американският военен все повече се дистанцира от семейството си. На третата мисия в Ирак Крис преследва приближен на покойния Касапин. Мустафа е по следите на своя съперник и ранява смъртоносно един от приятелите на снайпериста. Въпреки това Кайл решава да продължи мисията, което води до загубата на Марк Ли. Двете жертви и заплахите на Тая, че ще го напусне, не отказват Кайл от войната. В четвъртата мисия на американския снайперист е поверена задачата да отстрани Мустафа. Убиецът саботира плановете за строеж на бариера, която да спре терористите. Отряда е поставен на вражеска територия, на покрива на сграда. Крис успява да засече фигура, която предполага, че е Мустафа. Мишената е на разстояние 2100 ярда (1920 метра). Мустафа е ликвидиран, но отряда издава позициите си. Обсадени са от прииждащи терористи. По време на престрелката Кайл се обажда на Тая и казва, че е готов да се прибере. Пустинната буря допълнително усложнява атаката. Изпратено е подкрепление, което прибира оцелелите. Снайперистът се измъква на косъм.
Крис, вече у дома, се опитва да се социализира. Той е много сензитивен към обкръжаващата го среда и често предприема остри действия. Среща се с психолог, който му казва, че е прекарал над хиляда дни на бойното поле и е убил 160 хора. Кайл обаче не се тревожи за убитите, а за своите починали колеги, които не е успял да спаси. Психологът запознава Крис с пострадали от войната ветерани. Мъжът започва често да прекарва време с тях. Животът на Кайл се нормализира. На 2 февруари 2013 г. Крис Кайл е убит от един от ветераните, на които помага.

## Актьорски състав
| Актьор          | Персонаж            | Име в оригинал      | Кратко описание                            |
| --------------- | ------------------- | ------------------- | ------------------------------------------ |
| Брадли Купър    | Крис Кайл           | Chris Kyle          | Снайперист на американската морска пехота. |
| Сиена Милър     | Тая Кайл (Рени)     | Taya Kyle (Renae)   | Съпруга на Крис Кайл.                      |
| Люк Граймс      | Марк Ли             | Marc Lee            | Морски тюлен, приятел на Крис.             |
| Джейк Макдормън | Райън „Бигалс“ Джоб | Ryan „Biggles“ Job  | Морски тюлен, приятел на Крис.             |
| Кори Хардрик    | Ди/Дандридж         | 'D' / Dandridge     | Морски тюлен, приятел на Крис.             |
| Кевин Лакц      | Кевин Лакц          | Kevin „Dauber“ Lacz | Морски тюлен, служещ с Крис.               |
| Навид Негхбан   | Шейк Ал-Ободи       | Sheikh Al-Obodi     | Иракчанин, тероризиран от „Касапина“.      |
| Кир О'Донъли    | Джеф Кайл           | Jeff Kyle           | По-малък брат на Крис.                     |
| Кайл Галнър     | Уинстън             | Goat-Winston        | Морски тюлен, близък на Крис.              |
| Бен Рийд        | Уинстън Кайл        | Wayne Kyle          | Срогият баща на Крис.                      |
| Елис Робъртсън  | Деби Кайл           | Debby Kyle          | Майка на Крис.                             |
| Марнет Патерсън | Сара                | Sarah               | Бивша приятелка на Крис.                   |
| Макс Чарлз      | Колтън Кайл         | Colton Kyle         | Син на Крис.                               |
| Сам Джагър      | Мартенс             | Martens             | Капитан на морската пехота                 |

## Критика към филма
Лентата получава критики главно за това, че възхвалява хладнокръвното убийство и показва неглижирано Иракската война. Режисьорът на документални филми Ник Блумфийлд остро критикува хитовия филм, след номинацията му за „Оскар“. Според Блумфийлд успехът на „Американски снайперист“ в бокс офисите показва, че САЩ е в упадък, страната вече не е световен лидер и се намира в упадък. Противоречивият автор определя лентата като „фашизъм“ и я сравнява с нацистката пропаганда по време на Втората световна война и смело твърди, че продуктът би се харесал на Адолф Хитлер.
Първата дама на САЩ, Мишел Обама, защитава лентата, която според нея е прекалено критикувана. Тя определя „Американски снайперист“ като затрогваща и емоционална история, показваща реалния живот на американския войник и сблъсъка му с преживелиците от войната.

## Награди и номинации
| Категория                             | Номиниран(и)                | Резултат                    |
| Оскар (22 февруари 2015 г.)           | Оскар (22 февруари 2015 г.) | Оскар (22 февруари 2015 г.) |
| ------------------------------------- | --------------------------- | --------------------------- |
| Най-добър звуков монтаж               | Най-добър звуков монтаж     | награда                     |
| Най-добър филм                        | Най-добър филм              | номинация                   |
| Най-добър филмов монтаж               | Най-добър филмов монтаж     | номинация                   |
| Най-добър звук                        | Най-добър звук              | номинация                   |
| Най-добър адаптиран сценарий          | Джейсън Хол                 | номинация                   |
| Най-добра мъжка роля                  | Брадли Купър                | номинация                   |
| Награда на БАФТА (8 февруари 2015 г.) |                             |                             |
| Най-добър звук                        | Най-добър звук              | номинация                   |
| Най-добър адаптиран сценарий          | Джейсън Хол                 | номинация                   |
| Сателит (15 февруари 2015 г.)         |                             |                             |
| Най-добър филмов монтаж               | Най-добър филмов монтаж     | номинация                   |
| Най-добър адаптиран сценарий          | Джейсън Хол                 | номинация                   |
| Сатурн (25 юни 2015 г.)               |                             |                             |
| Най-добър трилър филм                 | Най-добър трилър филм       | номинация                   |
| Емпайър (29 март 2015 г.)             |                             |                             |
| Най-добър актьор                      | Брадли Купър                | номинация                   |